# Walter Long

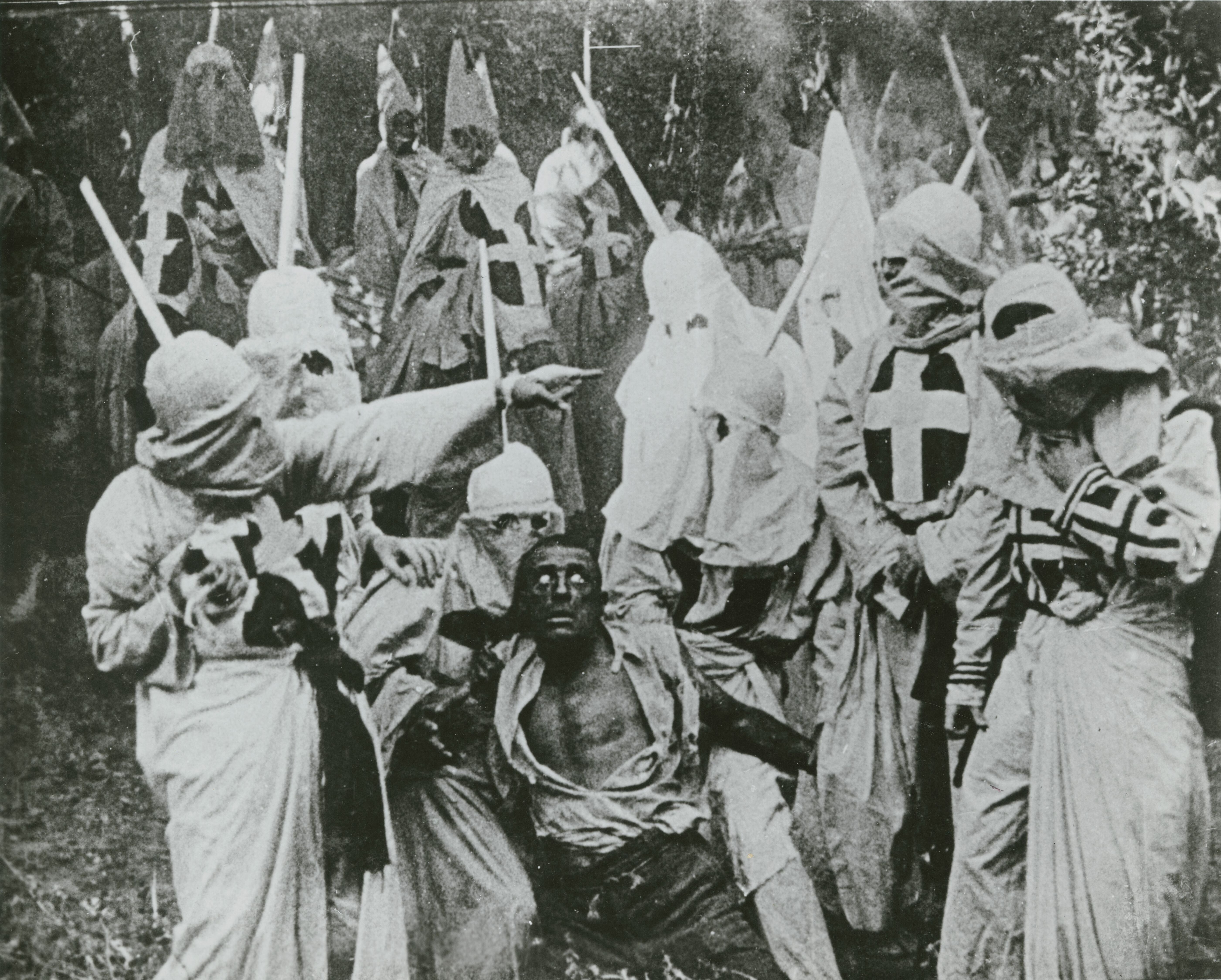
Cena de O Nascimento de uma Nação, componentes de captura de Klan Gus, interpretado por Walter Long

Walter Huntley Long (5 de março de 1879 – 4 de julho de 1952) foi um ator norte-americano da era do cinema mudo.

## Biografia

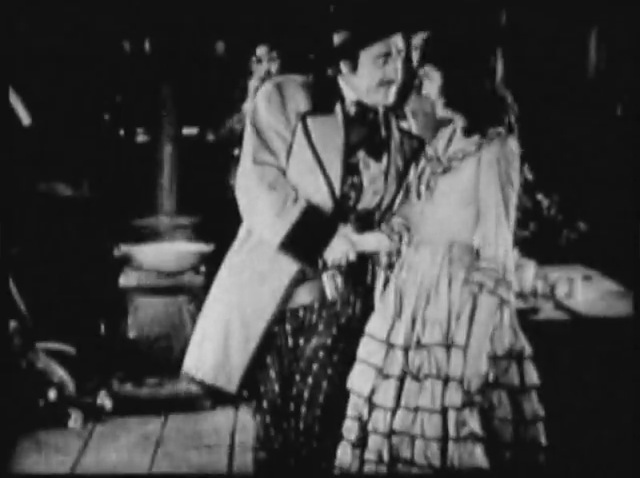
Walter Long e Carol Dempster em Scarlet Days (1919)

Nascido em Nashua, Nova Hampshire, a 1879, Long começou no cinema na década de 1910. Ao longo de sua carreira atuou em muitos filmes de D. W. Griffith, destacando-se entre eles O Nascimento de uma Nação (1915), onde ele atuou como Gus, um afro-americano e Intolerância (1916). Long também atuou com Rodolfo Valentino em três de seus filmes do início dos anos 1920, embora ele é mais lembrado por seus papéis em vários filmes de vilão cômico de Laurel & Hardy na década de 1930.
No início de sua carreira no cinema, Long se casou com Luray Huntley, uma das artistas na companhia de atores de D. W. Griffith. Ela faleceu em 2 de janeiro de 1919, aos 28 anos de idade, vítima de uma gripe espanhola.
Long apareceu em 200 filmes ao longo de sua carreira, entre 1910 e 1950.
Walter Long faleceu de um ataque cardíaco, em Los Angeles, Califórnia, a 1952.

## Filmografia parcial
- The Fugitive (1910)
- The Primal Call (1911)
- The Girl and Her Trust (1912)
- Martyrs of the Alamo (1915)
- The Birth of a Nation (1915)
- Scarlet Days (1919)
- My American Wife (1922)
- The Shock (1923)
- Any Old Port! (1932)
- Operator 13 (1934)
- Union Pacific (1939)
- Dark Command (1940)